# Marinella Terzi Huguet
Marinella Terzi Huguet (Barcelona, 22 de setembre de 1958) és una escriptora i traductora catalana.
Després de llicenciar-se en ciències de la informació (branca de periodisme) per la Universitat Complutense de Madrid, va col·laborar amb diversos mitjans de comunicació i va començar a escriure llibres per a nens i joves, i relats per a adults. Traductora de més de cent llibres infantils i juvenils -que ha abocat al castellà des del català, l'italià i l'alemany-, durant vint-i-un anys va ser editora d'SM on va dirigir la col·lecció Barco de Vapor. Després va compaginar l'escriptura amb l'edició i la traducció freelance i realitzar trobades amb els seus lectors en els col·legis i a impartir classes de creació, edició i redacció. L'any 2005 va rebre el Premi Cervantes Chico d'Alcalá d'Henares pel conjunt de la seva obra.
El seu primer llibre, Un problema con patas, va aparèixer l'any 1989, i després van venir Estornudos con sorpresa (1990), Rodando, rodando (1992), Espiral (1993), Un día estupendo (1997), Llámalo X (2000), ¿De vacaciones en México? (2002), De Gabriel a Gabriel (2005), Un año nada corriente (2006), El viaje de Lunatón (2007), Cuando juego (2007), Naranjas de la China (2008), Estornudos mágicos (2009), Refrescos frescos de burbujas brujas (2010), Josete y Bongo van de safari (coautora: Rosanna Vicente Terzi)(2010), Falsa naturaleza muerta (2012), ¡Que no pare la risa! (2012), ¿De vacaciones en Madrid? (2014), El hijo del pintor (2015), Chocobones, S.L. -El mundo del revés- (2015) i Silvia, Cleopatro y los juguetes (2016).